# Пожег (притока Печори)
Поже́г (рос. Пожег, Пожёг) — річка в Республіці Комі, Росія, права притока річки Печора. Протікає територією Троїцько-Печорського району.
Річка протікає на південний захід, захід, південний захід та захід.
Притоки:
- праві — Куш'єль, Палчом'яєль, Гуркес'єль, Крохалиний, Пропащий
- ліві — Південна Розсоха, Ямна Розсоха, Лотошний